# 코스모스 140호
코스모스 140호(러시아어: Космос 140), 또는 소유스 7K-OK 제3호는 무인 비행을 수행한 소유스 우주선이다. 소유스 7K-OK 모델의 세번째 시험비행으로, 처음 두 대의 소유스 우주선가 각각 궤도 이탈 (코스모스 133호)와 발사 실패 (소유스 11A511호)한 이후에 발사가 이루어졌다.

## 배경
1966년 11월 28일, 코스모스 133호 (소유스 7K-OK 제2호)의 후속으로 소유스 7K-OK 제1호의 발사가 승인되어 12월 14일 발사 시도에 나섰으나 참담한 실패로 돌아오고 말았다. 발사 당시 11A57 부스터의 블로크 A 코어 스테이지가 점화되는 과정에서 스트랩온이 함께 점화되지 않았던 것이 원인이었다.
문제가 발견된 즉시 발사 취소 명령이 내려졌고, 발사대의 인력들은 서비스 타워를 제자리로 옮기고 추진연료의 배출 작업에 나섰다. 코어 스테이지와 스트랩온의 배출작업은 완료하였으나 발사 시도 후 약 27분 만에 발사 탈출 시스템 (LES)이 갑자기 분사를 일으켰다. 이 과정에서 누출된 배기가스로 Blok I 3단 추진제 탱크가 과열 및 폭발을 일으켰다. 이 사고로 지상 인력 가운데 1명이 사망하고, 소유스 우주선과 코어 스테이지/스트랩온이 수리가 불가능할 정도로 심하게 손상되었다.
이와 더불어 31호 발사대 (LC-31)도 심하게 손상되었으나 카자흐스탄의 추운 겨울을 이겨내고 7개월에 걸친 수리 작업 끝에 복원하여 재사용이 가능해졌다. 발사 탈출 시스템이 분사를 일으킨 이유는 지구 자전으로 인해 타이머가 활성화되어 발사체의 자이로스코프 패키지에 영향을 미쳤거나, 서비스 타워 중 하나가 충돌했기 때문인 것으로 추정됐다.

## 발사
1967년 2월, 계획된 시험비행 임무에 따라 1번 발사대 (LC-1)에 추진체와 우주선을 배치하였다. 코스모스 140호는 1967년 2월 7일 발사에 성공하여 지구 저궤도에 도달하였다. 근지점은 165 km (103 mi), 원지점은 218 km (135 mi), 경사각은 51.7°, 공전 주기는 88.5분이었다.

## 회수
코스모스 140호는 자세 제어 문제와 궤도 상 연료 과소비 문제를 겪었지만 제어 가능한 상태로 유지되었다. 22회차 궤도에서 기동이 시도되었으나 여전히 제어 시스템에 문제가 있는 것으로 드러났다. 이후 대기권 진입을 위한 역추진 과정에서 또 다시 오작동이 발생하여 예상보다 더 가파른 각도로 재진입이 이루어졌으며 열 차폐막에 30cm 크기의 구멍이 뚫려 버렸다.
유인 비행이었다면 상당히 치명적이었을 결함이었지만, 캡슐의 회수 시스템은 제대로 작동하였다. 예상 착륙 지점에서 수백 킬로미터 떨어진 아랄해의 얼음을 뚫고 수심 10m 아래 호수 밑바닥으로 추락하였으며, 이후 다이버들이 캡슐을 회수하였다. 그럼에도 불구하고 시험 성능은 '충분히 양호'한 것으로 평가되어, 다음 비행으로 예정된 소유스 1호와 소유스 2호의 승무원 도킹 임무가 승인되기에 이르렀다.